# Claude Jumelet
Claude Jumelet est un graveur de timbres né le 24 mars 1946 à Paris.

## Biographie
Élève de l’École Estienne pendant 4 ans, diplômé et médaillé de la Chambre de commerce de Paris, graveur à l’Imprimerie des timbres-poste de Périgueux, il a réalisé plus de 500 timbres ou gravures pour la France, Monaco, la Tunisie, et divers pays d'Afrique d'expression française.
Claude Jumelet (ainsi que Jacky Larrivière, André Lavergne, Yves Beaujard, Cyril de La Patellière ou Jean-Paul Véret-Lemarinier), est membre de l'association « Art du timbre gravé », fondée par Pierre Albuisson et présidée par Pascal Rabier. Cette association promeut la technique et la pratique de la taille-douce.

## Extraits d'interview
« J’adore les travaux manuels. J’aurais pu tout aussi bien graver autre chose. La taille-douce n’est pas réservée au timbre. »
« En taille-douce, chaque graveur a son coup de patte. »
« La taille-douce n’est pas rigide, il n’existe pas de règles absolues. »
« La taille-douce est limitée par le nombre de couleurs, alors que l’offset non. En taille-douce on a la pureté du trait, mais on ne peut pas tout faire. »

## Récompenses
- 1972 : Grand Prix de l’art philatélique (Terre Neuvas “la Côte d’Emeraude”).
- 1986 : Prix du plus beau timbre de l’année avec le timbre sur la statue de la Liberté (Yvert & Tellier n° 2421).
- 1997 : Cérès de la philatélie pour le timbre Château du Plessis-Bourré (Yvert & Tellier n° 3081).
- 1999 : Double Cérès de la philatélie pour le plus beau timbre - catégories philatélistes et professionnels, château du Haut-Koenigsbourg (Yvert & Tellier n° 3245).
- 2001 : Cérès de la philatélie pour le plus beau timbre - catégorie professionnels (Pieter Brueghel l'Ancien, Yvert & Tellier n° 3369).
- 2002 : Cérès de la philatélie pour la meilleure œuvre d’art (Élisabeth Vigée Le Brun, Yvert & Tellier n° 3526).
- 2003 : Cérès pour la catégorie reproduction d’œuvre d’art - vote des philatélistes (émission France-Inde).
- 2004 : Grand prix de l’art philatélique 2004 (émission France-Inde)